# Lasioglossum tricinctum
Lasioglossum tricinctum là một loài Hymenoptera trong họ Halictidae. Loài này được Schenck mô tả khoa học năm 1874.